# Річард Пікман
Річард Аптон Пікман (англ. Richard Upton Pickman) — персонаж оповідань американського письменника Говарда Лавкрафта.

## Історія персонажа

### У творчості Лавкрафта
Ідея оповідання про художника і істот, що жили в підземеллях, виникла у Лавкрафта під час візиту в Бостон: «… Лавкрафт оглянув квартал дуже старих будинків в Норт-енді. Він чув про тунелі, що з'єднують підвали будинків, які імовірно використовувалися контрабандистами в колоніальні часи, і цей переказ поклав початок оповідання „Натура Пікмана“ об'ємом в п'ять тисяч слів. Лавкрафт описав справжню вулицю і будинок, які незабаром були знесені».
Згідно «Натурі для Пікмана», Річард Пікман був художником з Бостона, чиї картини викликали досить неоднозначну реакцію, оскільки на них зображувалися абсолютно неймовірні, жахливі і огидні істоти. Як з'ясувалося згодом, Пікман якимось чином умів викликати їх і писав з натури. В кінці розповіді Пікман зник — «повернувся в міфічну імлу, де так любив блукати»; можливо, він навіть «був не цілком людиною».
Оповідач говорить про картини Пікмана: «у всіх аспектах свого мистецтва — і в задумі, і в виконанні — Пікман був повним і сумлінним реалістом»; дослідники творчості Лавкрафта припускають, що тут він висловив власне творче кредо.
У нарисі «Історія Некрономікона» Лавкрафт повідомляє, що сім'ї Пікманів, яка спочатку жила в місті Салемі, належав грецький екземпляр цієї книги, але він був втрачений, коли «художник Р. А. Пікман пропав безвісти в 1926 році».
Подальша історія Річарда Пікмана в творчості Лавкрафта представлена фрагментарно. Відомо лише, що він перетворився на упиря і став правителем своїх родичів у Країні Снів. У повісті «Сновидні пошуки незвіданого Кадата» Пікман з'являється як помічник і союзник  Рендольфа Картера:
 … На надгробку 1768 року, вкраденому з бостонського кладовищі «Гранарі», сидів упир, раніше колишній художником Річардом Аптон Пікман. Він був голим і слизьким, і в рисах його обличчя з'явилися настільки явні риси подібності з плем'ям упирів, що його людське походження стало неможливо впізнати.

 Лавкрафт Г. Ф. "Сни у відьомському домі". 
За припущенням одного з дослідників творчості Лавкрафта, Пікман є героєм оповідання «Ізгой» (The Outsider), написаного від імені самотньої істоти яка мешкає в замку, на вигляд яка поєднувала в собі «все, що нечисто, кепсько, бридко, непотрібно, аморально і аномально». Поглянувши на себе в дзеркало, істота усвідомлює своє каліцтво і залишається жити на кладовищі «з глузливими і доброзичливими вампірами».

### Продовжувачі Лавкрафта
Образ Пікмана зустрічається в ряді історій, написаних за мотивами Лавкрафта. Так, в романі  Роберта Блоха «Дивні еони» (Strange Eons) виявляється, що все, що писав Лавкрафт, — правда. На початку книги спливає дивна картина, схожа за описом на творчість Пікмана; потім з'ясовується, що картина дійсно належить пензлю якогось Річарда Аптона, який був другом Лавкрафта.

## Появи і згадки
- «Натура для Пікмана» (англ. Pickman's Model, розповідь, 1926) — основна історія.
- «Сновидні пошуки незвіданого Кадата» (англ. The Dream-Quest of Unknown Kadath, повість, 1926—1927) — епізодично.
- «Справа Чарльза Декстера Ворда» (повість, 1927) — згадується.
- «Історія Некрономікона» (есе, 1927) — згадується.
- «Жах Архема» (настільна гра) — Річард Аптон Пікман є одним із союзників, якого може взяти з собою герой-детектив.
- Fallout 4 (відеогра) — Пікман з'являється в ній як повноцінний персонаж в одному з міні-квестів.